# Cry Me Out
«Cry Me Out» es una canción interpretada y escrita por la cantante y compositora británica, Pixie Lott, de su álbum debut, "Turn It Up". Escrita y producida por Mads Hauge y exmiembro de The Cure Phil Thornalley, y escrita por Lott y Colin Campise, la canción fue lanzada digitalmente en el lanzamiento del álbum el 14 de septiembre de 2009, pero ahora está lista para ser lanzado físicamente a través de Mercury Records en el Reino Unido como el tercer single y el primer single balada de Pixie. Mencionó que hizo esta canción única en particular, porque quería hacer algo más elegante, maduro y emocional, así como para lograr el éxito para su álbum debut.

## Información
La canción es una balada pop tradicional a medio tiempo un pop tradicional que tiene una combinación de una melodía de piano suave y ligero el tambor como su respaldo a las voces de Lott. Al igual que con el sencillo de Pixie de uno de los dos sencillos, "Mama Do" y "Boys and Girls", Lott ha vuelto a formar equipo con Mads Hauge y Phil Thornalley para esta canción. Un contribuyente del nuevo Colin Campise que ha sido acreditado como de la canción guionistico. 
Pixie explicó la canción a la BBC: 
Yo siempre prefiero escribir sobre las situaciones emocionales a la angustia, porque me gusta entrar en el personaje. Cuando estábamos escribiendo "Cry Me Out", me dijo:' Me siento con ganas de cantar acerca de algo triste, pero, obviamente, sigue siendo fuerte". Entonces, el hombre tiene que llorar para superar en lugar de a la inversa.
Lott también informó a Digital Spy que la letra de la canción - "I Got Your e-mails, que no entienden a las mujeres" - era su letra favorita de Turn It Up de su registro. La canción ha sido compuesta en las siguientes claves: la intro y outro - D, los versos - G, las respuestas verso - E, el coro - GECD y el puente de GE.

## Critica a la recepción
El sencillo recibió críticas positivas por los críticos musicales. Paul de la BBC Lester elogió el tema como una balada excelente, es decir que afecta a como se logró. Pasó a describir la línea de apertura a su correo electrónico, simplemente no reciben las mujeres, ahora ¿verdad? - Como sabio e ingenioso y "Una clase magistral de cómo poner el lenguaje contemporáneo al servicio de una melodía sublime". IndieLondon.co.uk de Jack Foley dijo que la canción ", era de grifos inteligentes tendencias en música" y que " PR insiste en que ella tiene con algunas letras descaradas y agudo sentido del ritmo y la melodía. LincOnline describió el tema como "un decididamente retro-joya de la canción que suena la partida más en el sentido de la épica balada de sus sencillos anteriores puede sugerir", mientras que Sarah-Louise James de Daily Star resumió el tema como "un retro-teñido Stomper."

## Rendimiento en listas
El 31 de octubre de 2009, la canción debutó en la lista UK Singles Chart, en el número de ciento veinticinco, con la promoción muy limitada, un mes antes de la edición individual de la canción oficial.

## Vídeo musical
Pixie declaró en su página de Twitter que el vídeo musical estaría a disponible a finales de octubre y posteriormente fue subido a YouTube el 30 de octubre de 2009.
El vídeo musical fue dirigido por Jake Nava (director de vídeos de Beyoncé, Leona Lewis y Shakira) y fue grabado en Cuba.
El vídeo en blanco y negro del musical, con temas de Lott, incluye funciones de ballet en una sala vacía. Otras escenas incluyen una mesa tendida rodeada de hombres, como si ella estuviera allí como una comida para comer. El vídeo comienza con una escena de un hombre que gritaba mientras Lott camina por un tramo de escaleras, con un vestido negro. A continuación se la puede ver, haciendo de modelo, en una casa de estilo clásico. Lott, luego se sienta y se mira en un espejo, luego aparece una sirvienta, que se fija en Pixie, mientras esta tira una botella de esmalte de uñas negro y se va mientras la criada le ayuda a ponerse una chaqueta negra. La siguiente escena incluye a Lott usando un estilo gótico-como el vestido y un peinado raro, que luego va a girar en el tocadiscos en una habitación diferente, afectando también a sí misma en una danza de ballet y luego cae al suelo y con una crisis emocional. Pixie entonces se encuentra tumbada en una mesa larga, rodeada de hombres, como si fuera su comida. Más adelante, en un escenario diferente, puede ser vista caminando a través del corredor de la casa, mientras varios bailarines de ballet se pueden ver bailando de un lado a otro, entre las habitaciones, visibles en el corredor detrás y delante de Pixie. La escena final incluye la natación de Lott, con el vestido de baile bajo el agua y en la sala de ballet con bailarines de ballet como otros antes de acostarse en una piscina y un traje con un vaso de cóctel en una silla al lado de la piscina con seis bailarines de ballet de danza dentro de ella.
Pixie describió su experiencia de filmar el vídeo de el sol:
Tuvimos un gran momento de rodar. Los lugareños se reunieron el sonido de cada escena para echar un vistazo, que fue gracioso.

## Lista de canciones
Reino Unido iTunes EP
1. "Cry Me Out" (Edición Radio)
2. "Cry Me Out" (Instrumental)
3. "Cry Me Out" (Acapella)
4. "Cry Me Out" (Bimbo Jones Edición Radio)
5. "Cry Me Out" (Bimbo Jones Vocal)
6. "Cry Me Out" (Bimbo Jones Vocal - Dub)

## Posicionamiento
| Listas (2009)           | Primeras posiciones |
| ----------------------- | ------------------- |
| UK Singles Chart        | 12                  |
| Los 40 España           | 17                  |
| Top 50 canciones España | 40                  |
| Top 20 radio España     | 18                  |

| Posición | 42 | 40 | No |

| Posición | 39 | 28 | 29 | 21 | 18 | 17 | 17 | 19 | 22 |